# Jack Arthur Walter Bennett
Jack Arthur Walter Bennett (* 28. Februar 1911 in Auckland, Neuseeland; † 29. Januar 1981 in Los Angeles, Kalifornien) war ein Literaturwissenschaftler, Philologe und Englischprofessor an der Universität in Cambridge. Seine Schriften verfasste er als J. A. W. Bennett.

## Leben und Wirken
Bennett besuchte von 1925 bis 1928 die „Mount Albert Grammar School“ in Auckland. In den Jahren 1927/28 schrieb er dort bereits mehrere preisgekrönte Essays und sein Gedicht „Envoi“ von 1928 wurde im folgenden Jahr vertont. Er studierte an der University of Auckland, wo er sich auf das Studium der englischen Sprache spezialisierte. Er schloss das Studium mit Auszeichnung ab und erhielt dadurch ein Stipendium an Merton College in Oxford. Dieses schloss er als Dr. Phil. ab.
Während des Zweiten Weltkriegs arbeitete Bennett für den „British Information Service“ in New York. Nach seiner Rückkehr wurde er 1947 zunächst Fellow und Tutor am Magdalen College, welches zu den älteren Colleges der Universität Oxford gehört. Hier war er ein Kollege des Schriftstellers und Professors C. S. Lewis, mit dem er zeitweise in der Vereinigung der „Inklings“ zusammentraf. 1963, nach dem Tode von Lewis, wechselte er nach Cambridge. Von 1964 bis 1978 war er Fellow und Professor für mittelalterliches Englisch am Magdalene College der dortigen Universität.
Bennett machte sich einen Namen als Gelehrter für mittelenglische Literatur. Des Weiteren war er von 1956 bis 1980 Herausgeber der Zeitschrift „Medium Aevum“. Zu seinen vielfältigen Werken gehören Arbeiten über „Middle English Literature“ und „Oxford History of English Literature“, die 1986 nach seinem Tode veröffentlicht wurden.
Bennetts Tod
Bennett starb vermutlich Anfang des Jahres 1981. Für ihn wurde im Februar 1981 eine Totenmesse in Cambridge gelesen und im Mai leitete Emrys Jones, Fellow des  Magdalen Colleges, eine Trauerfeier in der dortigen Kapelle in Oxford.

## Ehrungen
- Auszeichnung in Englisch und Geschichte als „Lissie Rathbone Scholar“, ein Preis für Geisteswissenschaften.
- Im Jahr 1971 wurde er zum Fellow der British Academy ernannt.
- 1976 wurde Bennett zum „Foreign Honorary Member“ der American Academy of Arts and Sciences gewählt.[4]
- 2008 wurde er für seine „Verdienste um die Philologie“ in die Hall of Distinction der Mount Albert Grammar School aufgenommen.[5]

## Schriften (Auswahl)
- J.A.W. Bennett, C. S. Lewis: The humane medievalist: an inaugural lecture. Cambridge University Press, Cambridge 1965, OCLC 1483551.
- J.A.W. Bennett: Early Middle English verse and prose. Clarendon Press, Oxford 1968, ISBN 0-19-811493-1.
- J.A.W. Bennett: Poetry of the Passion: studies in twelve centuries of English verse. Clarendon Press, Oxford 1982, ISBN 0-19-812804-5.
- J.A.W. Bennett, Douglas Gray: Middle English literature. Oxford University Press, Oxford 1986 ISBN 0-19-812214-4.